# أسيان

الشعار

رابطة دول جنوب شرق آسيا المعروف اختصارا باسم آسيان (بالإنجليزية: ASEAN اختصارًا لـThe Association of Southeast Asian Nations) هو اتحاد سياسي واقتصادي بين 10 دول أعضاء في جنوب شرق آسيا، بهدف تعزيز التعاون الحكومي الدولي وتسهيل التكامل الاقتصادي والسياسي والأمني والعسكري والتعليمي والاجتماعي والثقافي بين أعضائه ودول منطقة آسيا والمحيط الهادئ. تبلغ مساحة الاتحاد 4522518 كيلومتر مربع (1،746154 ميل مربع) ويقدر إجمالي عدد السكان بحوالي 668 مليون.
كان الهدف الرئيسي لرابطة أمم جنوب شرق آسيا هو تسريع التوسع الاقتصادي، والذي من شأنه بعد ذلك تسريع التقدم الاجتماعي والتنمية الثقافية. أما الأهداف الثانوية للرابطة فهي تعزيز السلام والاستقرار الإقليميين على أساس سيادة القانون وميثاق الأمم المتحدة، توسعت أهداف الرابطة لتتجاوز القطاعات الاقتصادية والاجتماعية بسبب وجود العديد من الدول الأعضاء التي لديها أسرع الاقتصادات نموا في العالم.
في عام 2003، سارت الآسيان على خطى الاتحاد الأوروبي من خلال اتخاذ قرار ببناء مجتمع آسيان الذي يتألف من ثلاث ركائز: مجتمع آسيان الأمني والمجموعة الاقتصادية لرابطة أمم جنوب شرق آسيا، والمجتمع الاجتماعي والثقافي لرابطة أمم جنوب شرق آسيا. تمثل السيقان العشرة للأرز في علم وشارة الآسيان الدول العشر في جنوب شرق آسيا المتضامنة مع بعضها البعض.
تعمل رابطة دول جنوب شرق آسيا بانتظام على إشراك دول أخرى في منطقة آسيا والمحيط الهادئ وخارجها، وهي شريك رئيسي للأمم المتحدة، ومنظمة شنغهاي للتعاون، وتحالف المحيط الهادئ، ودول مجلس التعاون الخليجي، ودول السوق المشتركة الجنوبية، ومجموعة دول أمريكا اللاتينية ومنطقة البحر الكاريبي، ومنظمة التعاون الاقتصادي. تحتفظ الآسيان بشبكة عالمية من التحالفات وشركاء الحوار ويعتبرها الكثيرون قوة عالمية، ومركزا للاتحاد والتعاون في آسيا والمحيط الهادئ ومنظمة بارزة ومؤثرة. وهي تشارك في العديد من الشؤون الدولية، وتستضيف البعثات الدبلوماسية في جميع أنحاء العالم. أصبح نجاح المنظمة القوة الدافعة لإنشاء بعض أكبر التكتلات التجارية في التاريخ مثل منتدى التعاون الاقتصادي لدول آسيا والمحيط الهادئ والشراكة الاقتصادية الإقليمية الشاملة.

## رمز أسيان
نقول أسيان إن رمزها يدل على منظمة مستقرة، سلمية، دينامية ومتحدة. ألوان الرمز --الأزرق والأبيض والأحمر والأصفر—تمثل الألوان الرئيسية المستعملة في رموز دول أسيان، كما يمثل الأزرق الاستقرار والسلام، الأحمر يمثل الشجاعة والدينامية، الأبيض يظهر النقاء، والأصفر يرمز إلى الازدهار. الدائرة تمثل قوة الاتحاد في أسيان، ويمثل الشكل الذي في المركز حلم مؤسسي أسيان عن أن ترتبط دول جنوب شرق آسيا كلها مع بعضها في صداقة وتضامن.

## الدول الأعضاء
هذه قائمة الدول الأعضاء وسنة الانضمام:
- المملكة العربية السعودية (2023)
- إندونيسيا (1967)
- ماليزيا (1967)
- الفلبين (1967)
- سنغافورة (1967)
- تايلند (1967)
- بروناي (1984)
- فيتنام (1995)
- لاوس (1997)
- بورما (1997)
- كمبوديا (1999)
- المغرب (2023) (شريك الحوار القطاعي)[15]

### التأسيس
تأسست رابطة دول جنوب شرقي آسيا (آسيان) في 8 أغسطس / آب 1967 في بانكوك بتايلند من خمس دول هي إندونيسيا وماليزيا والفلبين وسنغافورة وتايلند.وانضمت بروناي إلى المجموعة في يناير / كانون الثاني عام 1984، وأعقبتها فيتنام في 1995 ولاوس وميانمار في 1997 وكمبوديا في 1999.
وفي فبراير / شباط عام 1976 عقدت آسيان أول قمة لها في منتجع جزيرة بالي بإندونيسيا. ووقع قادة آسيان خلال اللقاء على اتفاق الوئام والتعاون في شرقي آسيا وإعلان معاهدة آسيان.وتطبيقا لهذه الاتفاقات، عملت دول آسيان على تدعيم تعاونها في المجالات السياسية والاقتصادية والعسكرية وتبنت استراتيجيات عملية لتحقيق التنمية السريعة في اقتصاداتها.اتفق زعماء آسيان في عام 2003 على تأسيس مجموعة آسيان استنادا إلى ثلاثة مرتكزات هي مجموعة آسيان الأمنية، والاقتصادية والاجتماعية والثقافية.وفي عام 2005 قرر قادة المنظمة وضع ميثاق الرابطة على أمل تحقيق هدف طويل الأمد للآسيان وهو أن تصبح كيانا إقليميا موحدا.وخلال الاجتماع الوزاري للآسيان في يوليو / تموز 2007 بمانيلا بالفلبين اتفق جميع المشاركين على التوقيع على الميثاق في القمة التي عقد فيما بعد في نوفمبر / تشرين الثاني 2007 في سنغافورة.

### المقر
يوجد مقر الرابطة داخل وزارة الخارجية الإندونيسية بجاكارتا.

### الأهداف
تؤكد آسيان أن من بين أهدافها تسريع النمو الاقتصادي وتحقيق التقدم الاجتماعي والتنمية الثقافية في جنوب شرق آسيا من خلال عمل مشترك يقوم على روح التعاون والتكافؤ، والمشاركة من أجل تعزيز قواعد مجتمع مزدهر يسوده السلام.وذلك إلى جانب تحسين مستوى المعيشة للأعضاء وتقوية الحماية الاجتماعية، وتشجيع روابط التعاون في التدريب والبحث، ودعم الأنشطة الزراعية والصناعية والتجارية، وتوطيد العلاقات مع المؤسسات الدولية.كما توضح المنظمة أنها تشتغل أيضا على تعزيز السلام والاستقرار السياسي والاقتصادي في المنطقة، ووضع الآليات الكفيلة بتجنيب دول الرابطة أي نزاعات أو صراعات.ومن أهدافها كذلك إقامة منطقة تجارة حرة بين الأعضاء وحتى الجيران، يتم خلالها إلغاء كافة القيود الجمركية.

### الهيكلة
تُعَد قمة آسيان أعلى هيئة لصنع القرار. ولدى المنظمة أمانة عامة مهمتها تنسيق العمل بين أعضاء المجموعة، والسهر على تنفيذ مقرراتها.يعين الحاضرون في اجتماع القمة الأمين العام لفترة خمس سنوات غير قابلة للتجديد، ويُختار الأمين العام بالتناوب بين الدول الأعضاء عبر احترام الترتيب الأبجدي. يشرف الأمين العام على عدة إدارات مكلفة بالدعم والتقييم والتخطيط والتنسيق الاستراتيجي، ويحق له أن يقترح ويوصي وينسق وينفذ أنشطة آسيان.وتسيِّر تلك الإدارات عدة أقسام تتنوع مهامها ما بين المجالات الاقتصادية والأمنية والعسكرية والسياسية والمالية والإدارية.تتسلم كل دولة عضو رئاسة المنظمة بشكل دوري، وكانت ميانمار الدولة التي ترأست المنظمة عام 2014.دشنت آسيان في بداية التسعينيات التعاون الإقليمي مع شرقي آسيا، حيث حضرت كل من الصين واليابان وكوريا الجنوبية عددا من اجتماعاتها، لتصبح قنوات رئيسية للتعاون بين المنطقتين.كما فتحت آسيان أبواب الحوار مع الولايات المتحدة واليابان وأستراليا ونيوزيلندا وكندا والاتحاد الأوروبي وكوريا الجنوبية والصين وروسيا والهند.ولم تقم آسيان فقط بتأسيس منطقة تجارة حرة داخلية، وإنما وقعت على اتفاقيات تجارة حرة مع الصين وكوريا الجنوبية ونيوزيلندا وغيرها من الدول، وأظهرت طموحها وثقتها في أن تلعب دورا أكثر أهمية في التجارة الدولية.

## وصلات خارجية
- موقع أسيان الرسمي (بالإنجليزية)